# Tupolev Tu-16
Tupolev TU-16 "Badger" (ou изделие «Н»: produto «Н», codinome da OTAN: "Badger" «Барсук» em russo).
O Tupolev TU-16 (Badger) é um bombardeiro a jato da ex União Soviética.

## História
O desenvolvimento dos primeiros bombardeiros a jato soviéticos dependiam inteiramente dos motores disponíveis. No início da década de 50, a equipe Mikulin desenvolveu um novo turbojato axial, o AM-3. Tratava-se de um motor grande, com praticamente o dobro do empuxo de qualquer turbojato soviético. A equipe de construção de Andrei Tupolev idealizou um bombardeiro grande, de asas enflechadas e equipado com 2 desses motores. Todo o desenvolvimento foi tomado com o maior sigilo possível. No início de 1952, um protótipo começou o programa de testes com extraordinário sucesso. Um segundo protótipo surgiu poucos meses depois, e possuía um pequeno aumento na potência, melhores aviônicos que incluíam um radar de ataque/navegação Argon, RWR Bee Hind, IFF e sistemas de chaff/flare comandados automaticamente. Esse protótipo foi superior ao seu rival, o Ilyushin Il-46, entrando em produção total. Até 1959 por volta de 2.000 exemplares tinham sido construídos. 
A produção sob licença do Tu-16 na China foi inviabilizada após a ruptura política com a URSS no início da década de 60, mas os chineses passaram a produzir, sem qualquer auxílio, uma cópia do Badger, o que foi um duro teste para a recente indústria aeronáutica chinesa. Em 1968 ficaram prontos os primeiros Xian H-6. Devido a seu excelente projeto e a sua robusta estrutura, o Badger continua em operação. A versatilidade, como demonstra o grande número de variantes, é outro atributo. Cerca de 2/3 da frota operam em missões ofensivas, sofrendo constantes adaptações para transportar armamentos mais modernos e apoiando a atuação das aeronaves mais modernas, como o Backfire e o Blackjack. Além de seu importante desempenho nas conversões para aviões-tanque, o Tu-16 vem, desde o final dos anos 50, sendo muito usado em missões de Elint e de patrulha marítima. Os Badger da AV-MF operam nas quatro frotas mais intensas: no mar do Norte, mar Báltico,mar Negro e no Extremo Oriente. O Badger esteve em ação várias vezes durante sua longa carreira: no Afeganistão, com os soviéticos; contra Israel, com os egípcios e contra o Irã, com os iraquianos. O grande número de unidades ainda em operação mostra que, apesar da sua idade, o Tu-16 ainda desempenha um importante papel no cenário militar.

Três vistas do Tu-16.

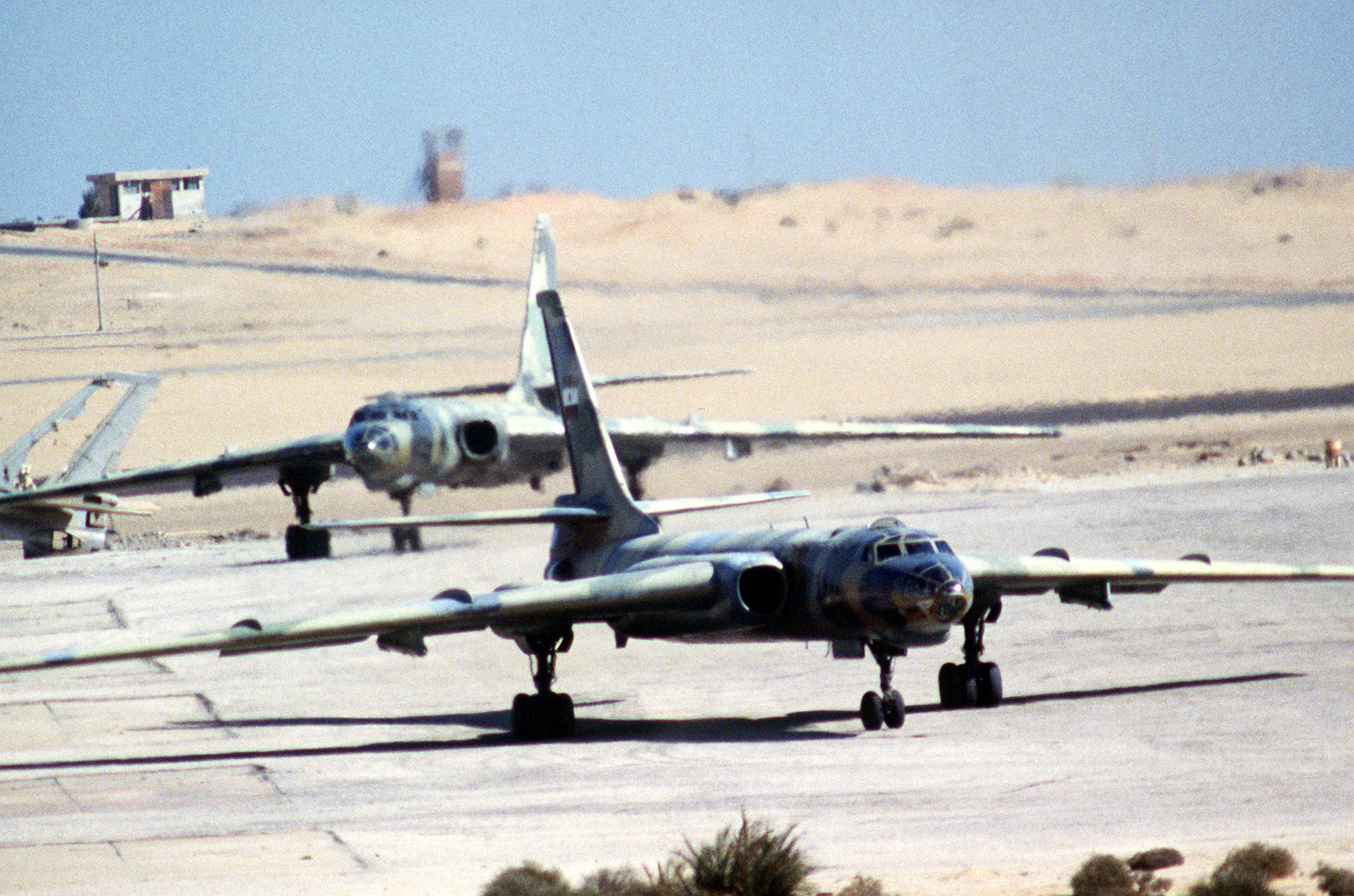
Tu-16 egípcios.

## Variantes
- Badger A (Tu-16)
  - Tu-16A
  - Tu-16Z
  - Tu-16G (Tu-104G)
  - Tu-16N
  - Tu-16T
  - Tu-16S
  - Tu-16Ye
- Badger B (Tu-16KS)
- Badger C (Tu-16K-10
- Badger D (Tu-16RM-1)
- Badger E (Tu-16R)
  - Tu-16RM-2
  - Tu-16KRM
- Badger F (Tu-16RM-2)
- Badger G (Tu-16k/Tu-16KSR)
  - Tu-16KSR-2
  - Tu-16K-11-16
  - Tu-16K-26
  - Tu-16K-26P
- Badger H (Tu-16 Elka)
- Badger J (Tu-16P Buket)
- Badger K (Tu-16Ye)
- Badger L (Tu-16P)